# Peperomia rotundifolia
Peperomia rotundifolia är en pepparväxtart som först beskrevs av Carl von Linné, och fick sitt nu gällande namn av Carl Sigismund Kunth. Peperomia rotundifolia ingår i släktet peperomior, och familjen pepparväxter. Utöver nominatformen finns också underarten P. r. ovata.